# Église de l'Exaltation-de-la-Sainte-Croix de Sainte-Croix-sur-Mer
L'église de l'Exaltation-de-la-Sainte-Croix de Sainte-Croix-sur-Mer est une église catholique située à Sainte-Croix-sur-Mer, en France. 

## Localisation
L'église est située dans le département français du Calvados, sur la commune de Sainte-Croix-sur-Mer.

## Historique
L'église est construite à partir de la fin du XIIe.
La nef est romane et le chœur est gothique. Le portail est daté du XIIIe siècle.
Les fenêtres font l'objet de réfection au XVIe.  Le chœur et la tour sont qualifiés de modernes par Arcisse de Caumont. Le clocher-tour est en partie du XVIIIe siècle.
Le petit portail nord de l'église est inscrit au titre des monuments historiques le 13 avril 1933.
L'abbaye de Sainte-Barbe-en-Auge avait le patronage de la cure.

## Architecture
Arcisse de Caumont est sévère : « L'église de Ste.-Croix n'offre aucun intérêt ». 
La tombe du curé Gillette, mort en 1841, est insérée dans le mur de la sacristie.
L'édifice possède d'autres éléments mobiliers : le bénitier est du XVIe, une Vierge à l'Enfant du début du XVIIe, une crucifixion de la fin du XVIIe. L'édifice comporte des verrières et deux chemins de croix, l'un en lithographies de Lebhard daté du début du XXe, l'autre dessiné au fusain par Monique Midy en 1980.

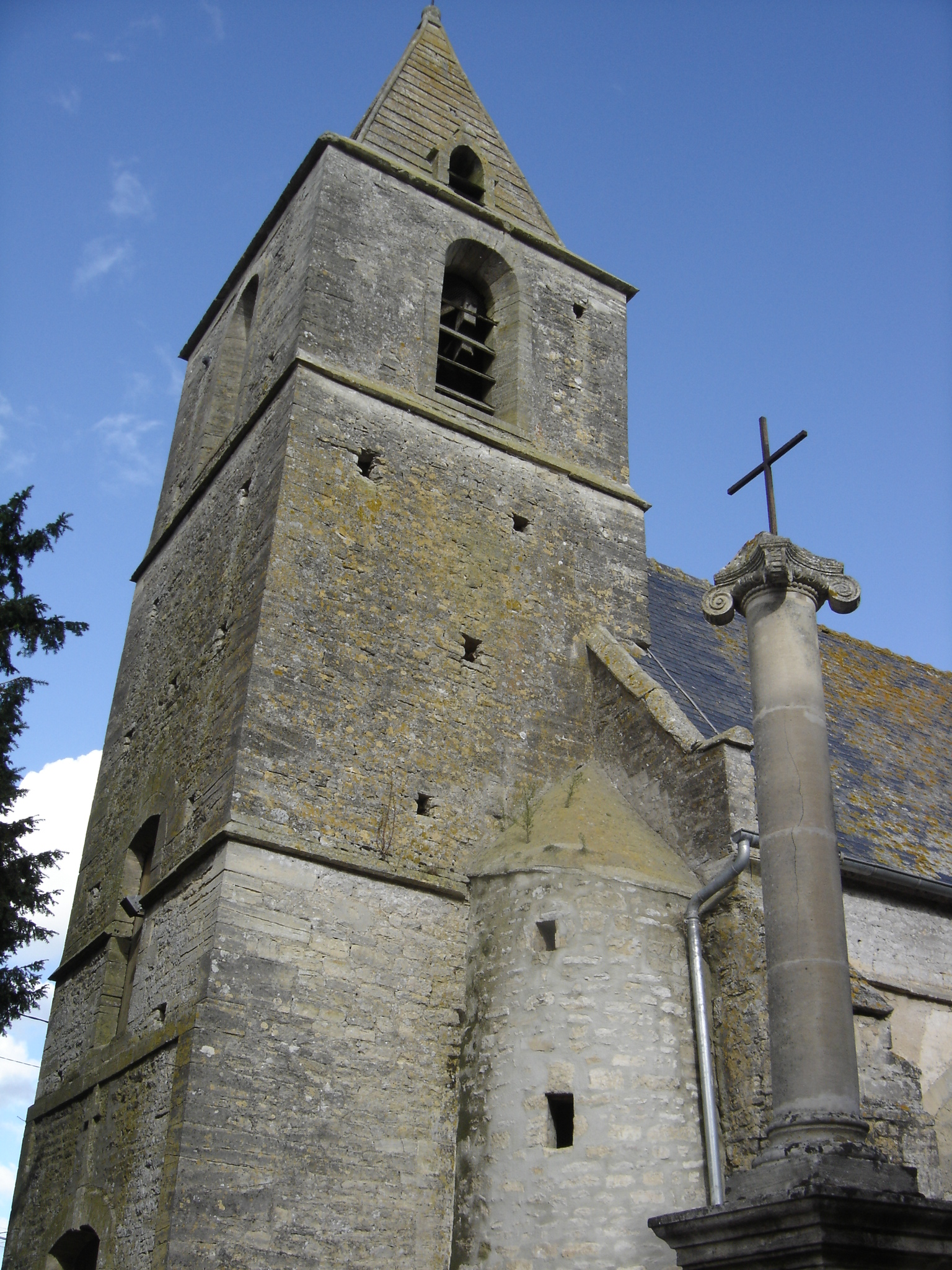
Clocher de l'église
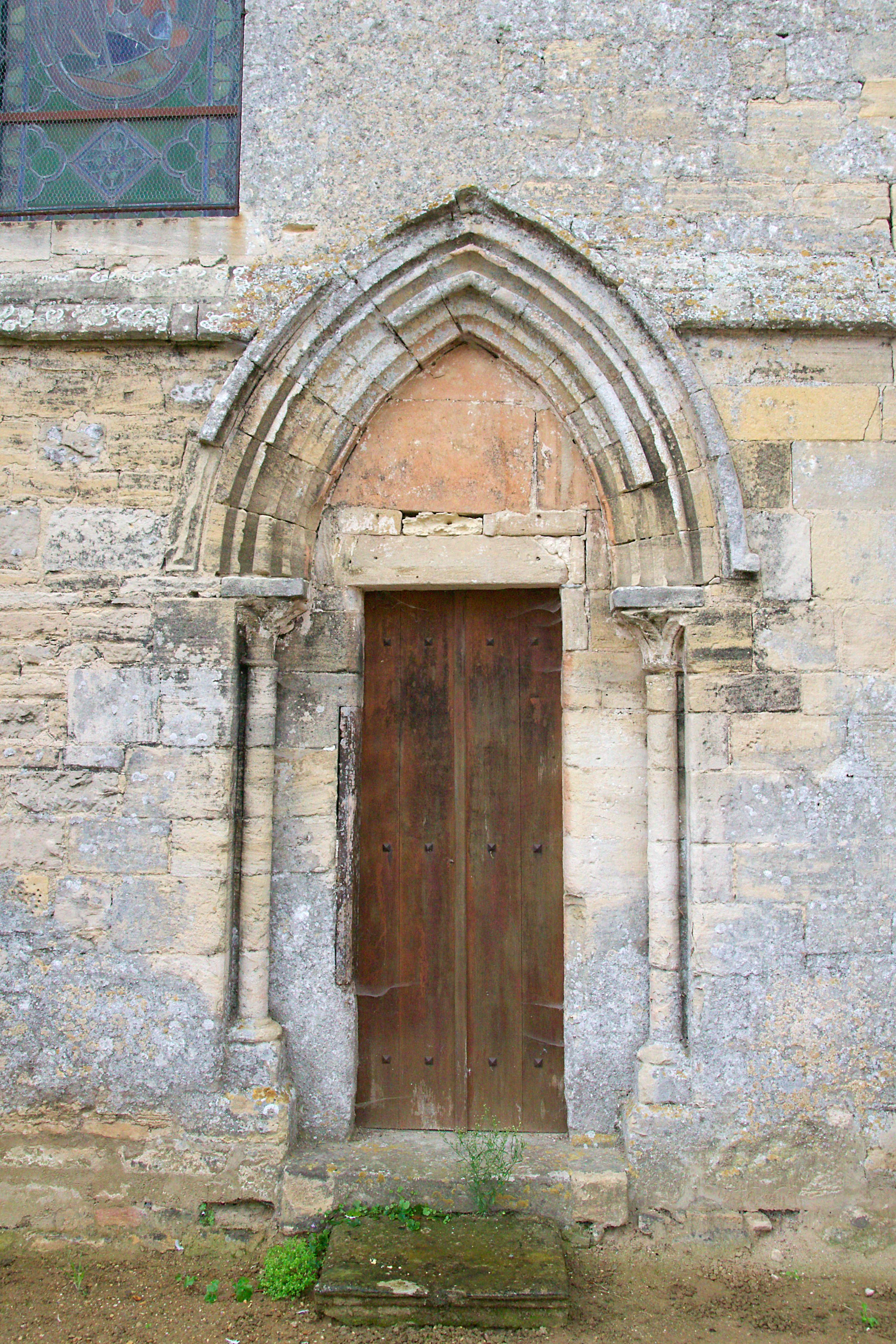
portail nord de l'église
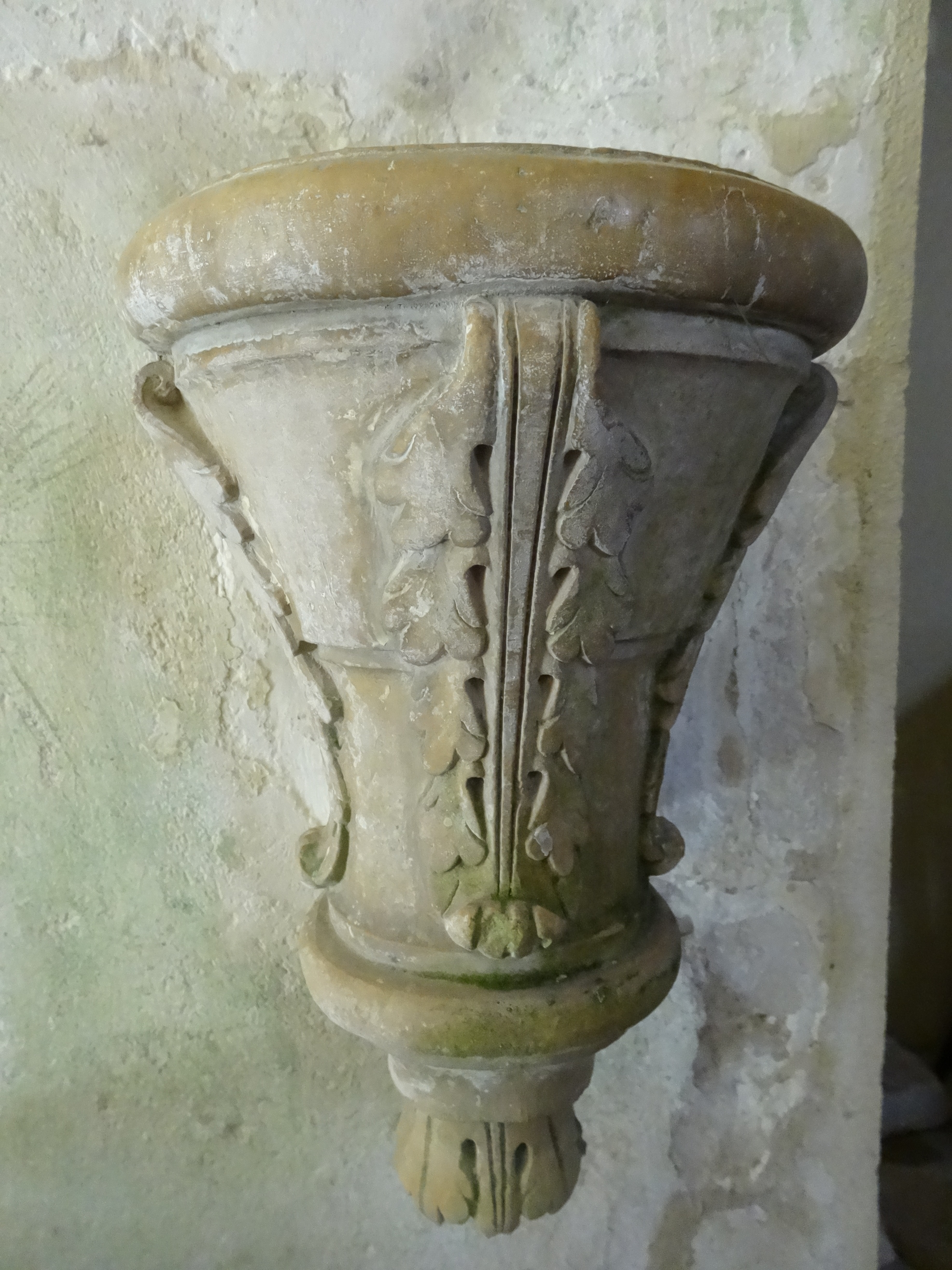
Bénitier du XVIe
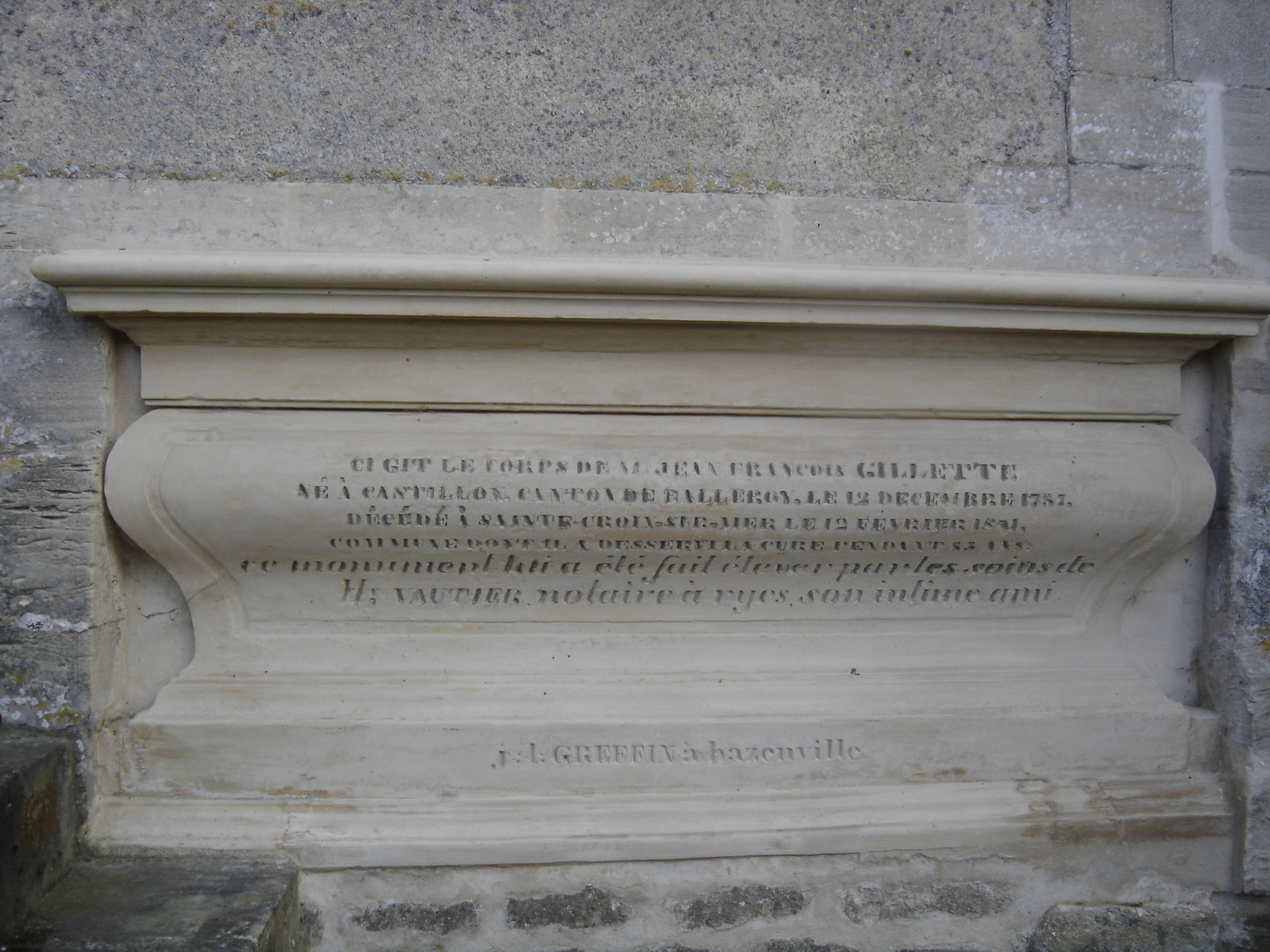
Tombeau de l'abbé Gillette
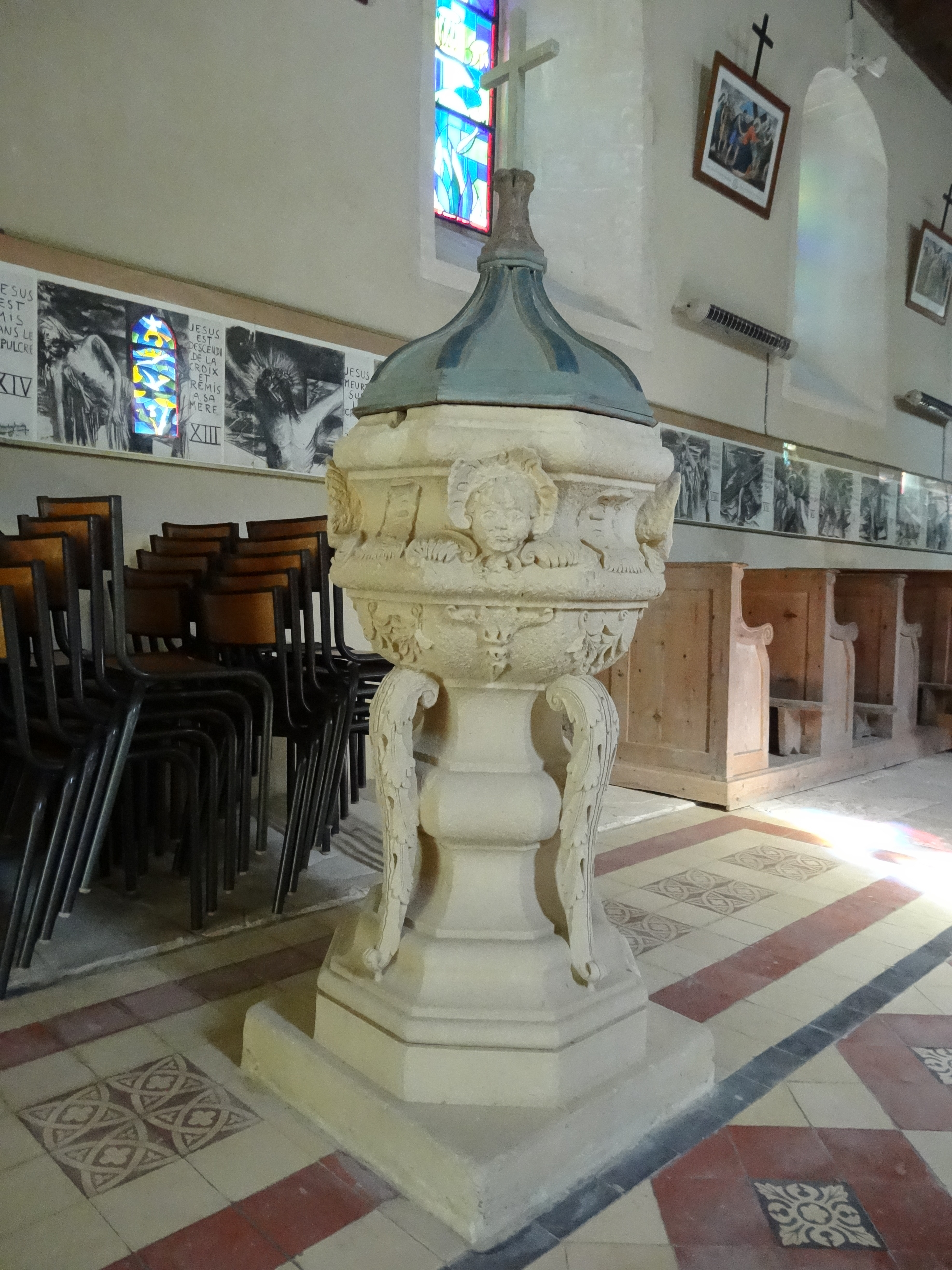
Fonts baptismaux du XVIe siècle